# Шпильчина
Шпильчи́на — село в Україні, у Львівському районі Львівської області. Населення села становить понад 500 осіб Орган місцевого самоврядування — Бібрська міська рада.
У лісі коло села 9 листопада 1948 року відбувся бій УПА з підрозділом МГБ СРСР, в якому загинув начальник СБ ОУН Ярослав Дякон, крайовий референт СБ Львівського краю, підполковник СБ Богдан Прокопів — «Степан», співробітник крайового осередку СБ ОУН Львівського краю, сотник СБ Теофіль Михайлів (Михайлунів) — «Зенко», командир охоронної боївки, булавний Михайло Ковалик — «Сталевий» та охоронець, вістун Василь Сохан — «Довбач». На місці загибелі повстанців насипано символічну могилу та встановлено хрест, освячений у 1993 році. Нині на цьому місці встановлено пам'ятник.
15 жовтня 1971 року село Шпильчина Стрілківської сільради передано в підпорядкування Бібрській міській Раді.
В лютому 2021 року ухвалою Бібрської міської ради припинено діяльність ДНЗ «Веселка» в селі Шпильчина. Приміщення дитсадка передано в оренду парафіянам місцевої церкви. Приміщення буде використовуватися для дозвілля дітей.

## Населення

### Мова
Розподіл населення за рідною мовою за даними перепису 2001 року:
| Мова       | Кількість | Відсоток |
| ---------- | --------- | -------- |
| українська | 529       | 99.25%   |
| польська   | 3         | 0.56%    |
| російська  | 1         | 0.19%    |
| Усього     | 533       | 100%     |